# Societat mercantil
La societat mercantil o societat comercial és la societat que té per objecte la realització d'un o més actes de comerç o, en general, una activitat subjecta al dret mercantil. Es diferencia d'un contracte de societat civil. Poden prendre diverses formes, la diferència de les quals radica en el grau de responsabilitat que assumeixen els socis en el cas del mal funcionament en el negoci.
Com tota societat, és un ens als que la llei reconeix personalitat jurídica pròpia i distinta dels seus membres, i que comptant també amb patrimoni propi, canalitzen els seus esforços a la realització d'una finalitat lucrativa que és comuna, amb vocació tal que els beneficis que resultin de les activitats realitzades, només seran percebuts pels seus socis.

## Elements
A les societats mercantils hi ha tres elements fonamentals: els socials, els patrimonials i els formals.

## Classificació
Les societats comercials es poden classificar amb diversos criteris, entre els quals destaquen:

### Segons el seu tipus de capital
- Capital Fix: El capital social només pot ser modificat amb una modificació dels estatuts.
- Capital Variable: El capital social pot disminuir i augmentar d'acord amb com avanci la societat.

### Segons la seva constitució
Es classifiquen en societats de capital, societats de persones i societats mixtes.

### Tipologia
- Societat Anònima[1]
- Societat Anònima Laboral
- Societat Limitada
- Societat Col·lectiva
- Societat en Comandita
- Societat de Benefici i Interès Comú (SBIC)[2]

## Constitució
La Constitució és l'acte mitjançant el qual una societat mercantil adquireix personalitat jurídica, i per això ha de complir amb les disposicions legals aplicables.
Les societats que no compleixin els requisits esmentats es coneixen com a Societats Irregulars.